# Anthony J. Leggett
Anthony J. Leggett, född 26 mars 1938 i Camberwell, London, är en brittisk-amerikansk nobelpristagare i fysik år 2003. 
Kungliga Vetenskapsakademins motivering för priset var " för banbrytande insatser inom teorin för supraledare och supravätskor". Han delade prissumman med ryssen Vitalij Ginzburg och rysk-amerikanen Alexej A. Abrikosov.
Legget tog doktorsexamen i fysik 1964 vid University of Oxford. Han är nu innehavare av MacArtur-professuren vid University of Illinois at Urbana-Champaign i USA.
Legget formulerade under 1970-talet teorier som beskriver hur 3He-atomer växelverkar och bildar atompar som förklarar det supraflytande tillståndet hos helium vid temperaturer mycket nära den absoluta nollpunkten.
Leggett tilldelades 2002/2003 Wolfpriset i fysik tillsammans med Bertrand Halperin.